# Траума (психологија)
Траума је било која врста узнемирујућег догађаја или искуства која може утицати на способност особе да се снађе и функционише. Траума може резултовати емоционалном, физичком и психолошком штетом. Многи људи ће доживети неку врсту трауматичног догађаја - од неочекиване смрти вољене особе до несреће у моторном возилу - у неком тренутку свог живота.
Међутим, неће сви људи развити посттрауматски стресни поремећај (ПТСП) након трауматичног догађаја. Иако неко можда неће развити ПТСП, и даље ће можда имати симптоме сличне ПТСП-у одмах након трауматичног догађаја. Многи од ових симптома су заправо уобичајене реакције на трауматични догађај.

## Трауматични догађај
Догађај или низ догађаја који изазивају умерене до тешке стресне реакције називају се трауматични догађај. 
Трауматичне догађаје карактерише осећај ужаса, немоћи, озбиљности повреде или претње озбиљном повредом или смрћу. 
Трауматични догађаји утичу на преживеле, спасавање радника и пријатеља и рођака жртава који су директно укључени. 
Додатно трауматични догађај потенцијално утичe и на оне који трпе последице повреде или губитак. Такође могу утицати на људе који су сведоци догађаја из прве руке или на телевизији. 
Реакције на стрес непосредно након трауматичног догађаја су врло честе, међутим, већина реакција се решива у року од десет дана.

## Врсте
Траума има много врста и категорија, али постоје неки уобичајени догађаји који се генерално сматрају трауматичним. Врсте трауматичних догађаја које особа може доживети у неком тренутку живота укључују:
- Злоупотреба
- Напад
- Саобраћајна незгода
- Смрт вољене особе
- Развод
- Напуштање породице или родитеља
- Затвор
- Губитак посла
- Природне катастрофе
- Физичка повреда
- Силовање
- Озбиљна болест
- Тероризам
- Насиље
- Сведочење злочина, несреће или смрти

## Категорије
Траума често спада у једну од три различите категорије: 
- Једнократна трауме, попут несрећа или природних катастрофа, су једнократни догађаји који су ограничени у трајању и обиму.
- Дуготрајне и трајне, као што је суочавање са хроничном болешћу или суочавање са поновљеним насиљем у породици.
- Превидљиве трауме, су врсте траума које се често превиде, попут трауме која се догоди током порођаја или операције.

| Когнитивни | Емоционални | Физички | Понашање |
| --- | --- | --- | --- |
| - слаба концентрација - конфузија - дезоријентација - неодлучност - скраћен распон пажње - губитак памћења - нежељена сећања - потешкоће у одлукама | - шок - утрнулост - Осећај преплављености - депресија - осећај изгубљености - страх од наношења штете себи и/или вољеној особи - не осећати ништа - осећај напуштености - несигурност у осећања - нестабилне емоције | - мучнина - вртоглавица - гастроинтестинални проблеми - убрзан рад срца - дрхтање - главобоље - шкрипање зубима - умор - лош сан - бол - хиперарозност | - сумња - раздражљивост - повлачење - прекомерна тишина - непримерен хумор - повећано/смањено једење - промена у сексуалној жељи или функционисању - повећано пушење - повећан унос супстанци или злоупотреба |

## Клиничка слика
Када говоримо о симптомима у клиничкој слици трауме понекад је тешко одредити шта је „нормалан“ симптом наспрам „ненормалног“ симптома трауме? На ово је тешко одговорити, јер је одговор појединаца на трауматичан догађај различит.
Постоје, међутим, неки уобичајени симптоми за које се може очекивати да се јављају након трауматичног догађаја. У неке уобичајене реакције на трауму спадају:
Наметљиве мисли и сећања
После трауматичног догађаја уобичајено је искусити неке наметљиве мисли и сећања на трауматични догађај. Ово ће највероватније да се догоди када особа наиђе на нешто (на пример, особу, место или слику) које је подсећа на трауматични догађај.
Хипервигиланција
Врло природно је осећати се опрезније и свесније околине након трауматичног догађаја. Ово је заправо добар заштитни симптом јер  тело покушава да нас штити тако што ће нас е више упознати са потенцијалним изворима претњи и опасности. 
Овај природни сигурносни механизам биће осетљивији након трауматичног догађаја.
Хиперарозност
Баш као што ћете вероватно бити пажљивији, вероватно ћете се и после трауматичног догађаја осећати подређеније и оштрије. Ово је поново део природног система заштите вашег тела. Страх и анксиозност нам говоре да постоји нека врста опасности, а све телесне сензације које иду заједно са страхом и анксиозношћу су у основи створене да нам помогну да одговоримо на ту опасност. Припремају нас за бег, смрзавање или борбу. 
Након трауматичног догађаја, алармни систем вашег тела биће осетљивији у покушају да вас заштити од будућих трауматичних догађаја.
Осећај несигурности
После трауматичног догађаја, наше претпоставке да је свет безбедно и сигурно место разумљиво су срушене. Због тога се људи могу осећати као да су било која ситуација или место потенцијално опасни. Места или ситуације у којима сте се некада осећали сигурно сада се могу осећати претеће и изазивати анксиозност. Ово се вероватно најчешће догађа у ситуацијама или местима која подсећају на раније доживљен трауматични догађај.

### „Нормални“ одговор на трауму у односу на ПТСП
Читајући неке симптоме који се обично јављају након трауматичног догађаја, приметићете да је већина уједно и симптом ПТСП-а. Важно је запамтити да постојање ових симптома не значи да имате ПТСП.
- Иако доњи симптоми могу бити узнемирујући, често су много мање озбиљни и интензивни од симптома који се могу наћи код ПТСП-а.
- ПТСП се не може дијагностиковати најмање 30 дана након трауматичног догађаја, јер су многи симптоми слични ПТСП-у заправо део природног одговора вашег тела на трауматични догађај, а многим људима ће се ти симптоми временом постепено смањивати.

## Дијагноза
Код особе са симптомима трауме, може  се дијагностиковати стање као што је ПТСП.  Међутим, важно је напоменути да неће сва трауматична искуства довести до дијагнозе стања повезаног са траумом.
Ако пацијент још неко време након трауматичног искуства има  симптоме и ови симптоми имају значајан утицај на његов свакодневни живот, лекар ће проверити да ли његово стање испуњава  дијагностичке критеријуме за поремећај повезан са траумом или стресом или се можда ради о поремећају прилагођавања , у зависности од тачне природе симптома.

## Терапија
Када особа доживи трауму, било би корисно да о њој разговара са лекарем - психотерапеутом, или затражи савет вољене особе. Постоји и неколико веб локација које нуде бесплатне претраге које могу помоћи да се пронађу одговарајући пружаоци услуга у области менталног здравља у непосредном окружењу које су за ту намену регистрована. 
Терапеут може пружити адекватну подршку  и помоћи да особа која је доживела трауму боље разуме симптоме са којима се суочава.
Лечење ће зависити од симптома које је изазвала траума. То може укључивати психотерапију, лекове, бригу о себи или комбинацију ових приступа. Третмани се често фокусирају на помагање људима да интегришу свој емоционални одговор на трауму, као и на решавање било каквих менталних здравствених стања као што су анксиозност, депресија или ПТСП.

### Психотерапија
Лечење може подразумевати примену когнитивне бихевиоралне терапије (CBT) како  би се помогло људима да процене мисли и осећања у вези са траумом и замене негативно размишљање реалистичнијим мислима.
Десензибилизација и поновна обрада покрета очију (EMDR) е још један приступ који користи елементе  когнитивне бихевиоралне терапије (CBT)  у комбинацији са покретима очију или тела.

### Лекови
Ако  је дијагностикован ПТСП као резултат трауме, пацијенту се могу ординирати лекови који могу бити корисни у склопу психотерапија.. У ове лекове спадају: 
- Антидепресиви, укључујући инхибиторе поновног преузимања серотонина (ССРИ), као што су Пакил (пароксетин) и Золофт (сертралин), који су одобрени од стране ФДА за лечење ПТСП-а

- Анксиолитици,  као што су бензодиазепини (Валијум (диазепам) и Ативан (лоразепам).

### Комуникација са пацијентима након трауматичног догађаја
Клиничари су стално на опрезу у збрињавању трауме због различитих потреба трауматизоване особе, и у свом раду :
- Слушају и охрабрујте пацијенте да разговарају о својим реакцијама када се за то осете спремним.
- Утврђују облике емоционалне реакције трауматизоване особе, чије су интензивне, болне реакције  уобичајени одговори на трауматични догађај.
- Настоје да у раду не користе клинички, дијагностички и патолошки речник.
- Индивидуално комуницирају од особе до особе, а не као „стручњак“ са „жртвом“, користећи у комуникацији јасне изразе.